# Червоні черевички (фільм, 1986)
«Червоні черевички» — радянський телефільм 1986 року, знятий режисером Борисом Небієрідзе на студії «Укртелефільм».

## Сюжет
Про пригоди маленької дівчинки Марійки у чарівному лісі.

## У ролях
- Настя Гіренкова — Марійка
- Нонна Терентьєва — Відьма
- Ігор Дмитрієв — Водяний
- Ганна Ісайкіна — Повітря, дочка лісового царя
- Леонід Кулагін — лісовий цар
- Антоніна Лефтій — Ганна, мама Марійки та Миколи
- Валентин Макаров — болотний дух
- Тетяна Митрушина — головна кікімора
- Раїса Недашківська — Оріна, ведунка
- Володимир Ставицький — Микола, брат Марійки
- Є. Корсунська — епізод
- Володимир Лосицький — епізод
- Олександр Мовчан — епізод
- Віктор Панченко — епізод
- Юрій Рудченко — епізод
- В. Селімова — епізод
- Олена Ставицька — Змія
- В. Хабарова — епізод

## Знімальна група
- Сценарист: Олег Туманов
- Режисер-постановник: Борис Небієрідзе
- Оператор-постановник: Кирило Роміцин
- Художник-постановник: Олег Костюченко
- Композитор: Володимир Бистряков
- Автор текстів пісень: Олександр Вратарьов
- Звукооператор: Георгій Стремовський
- Запис музики Юрія Вінника
- Режисер: І. Іващенко
- Асистенти оператора: В. Мірошник, С. Рувинов, Валерій Канюка
- Художник-гример: Н. Степанова
- Режисер монтажу: Л. Крюкова
- Редактор: Ю. Янкевич
- Комбіновані зйомки: оператор — Т. Радовська, художник — В. Козяревич
- Директор картини: Олександр Шехтер